# 1946 у хокеї з шайбою
Нижче наведені хокейні події 1946 року у всьому світі.

## НХЛ
Шість клубів брали участь у регулярному чемпіонаті НХЛ 1945/46.
У фіналі кубка Стенлі «Монреаль Канадієнс» переміг «Бостон Брюїнс».
|  | Півфінали            | Півфінали       |   |  | Фінал                | Фінал |  |
|  |                      |                 |   |  |                      |       |  |
|  |                      |                 |   |  |                      |       |  |
|  | «Монреаль Канадієнс» | 4               |   |  |                      |       |  |
|  | «Чикаго Блекгокс»    | 0               |   |  |                      |       |  |
|  |                      |                 |   |  |                      |       |  |
|  |                      |                 |   |  |                      |       |  |
|  |                      |                 |   |  | «Монреаль Канадієнс» | 4     |  |
|  |                      | «Бостон Брюїнс» | 1 |  |                      |       |  |
|  |                      |                 |   |  |                      |       |  |
|  |                      |                 |   |  |                      |       |  |
|  |                      |                 |   |  |                      |       |  |
|  |                      |                 |   |  |                      |       |  |
|  | «Бостон Брюїнс»      | 4               |   |  |                      |       |  |
|  | «Детройт Ред-Вінгс»  | 1               |   |  |                      |       |  |

## Національні чемпіони
- Австрія: «Енгельманн» (Відень)
- Нідерланди: «Ден Гааг» (Гаага)
- Норвегія: «Форвард» (Осло)
- Польща: «Краковія»(Краків)
- Румунія: «Ювентус» (Бухарест)
- Угорщина: БКЕ (Будапешт)
- Фінляндія: «Ільвес» (Тампере)

- Франція: «Шамоні» (Шамоні-Мон-Блан)
- Чехословаччина: ЛТЦ (Прага)
- Швейцарія: «Давос»
- Швеція: АІК (Стокгольм)

## Переможці міжнародних турнірів
- Кубок Шпенглера: ЛТЦ (Прага, Чехословаччина)
- Кубок Татр: «Простейов» (Чехословаччина)

## Засновані клуби
- «Динамо» (Москва, СРСР)
- «Динамо» (Рига, СРСР)
- «Кярпят» (Оулу, Фінляндія)
- «Полонія» (Битом, Польща)
- СКА (Ленінград, СРСР)
- «Спартак» (Москва, СРСР)
- «Торпедо» (Горький, СРСР)
- «Унія» (Освенцим, Польща)
- «Црвена Звезда» (Белград, Югославія)
- ЦБЧА (Москва, СРСР)

## Народились
- 9 березня — Гарі Марш, канадський хокеїст.
- 11 квітня — Олдржих Махач, чехословацький хокеїст. Чемпіон світу. Член зали слави ІІХФ.
- 27 квітня — Мілан Кужела, чехословацький хокеїст. Чемпіон світу.
- 9 травня — Валерій Голдобін, воротар київського «Сокола».
- 18 липня — Йозеф Хорешовський, чехословацький хокеїст. Чемпіон світу.
- 11 жовтня — Їржі Кохта, чехословацький хокеїст. Чемпіон світу.
- 24 листопада — Йозеф Аугуста, чехословацький хокеїст і тренер.
- 27 листопада — Едуард Новак, чехословацький хокеїст. Чемпіон світу.
- 22 грудня — Йорма Валтонен, фінський хокеїст та тренер. Член зали слави ІІХФ.